# ميالي راجولينا
ميالي راجولينا (ولدت في ميالي رازاكانديسا ) هي السيدة الأولى لمدغشقر. وزوجة أندري راجولينا، رئيس السلطة الانتقالية العليا في مدغشقر من عام 2009 حتى عام 2014.

## النشأة، والتعليم، والزواج
ميالي هي الأكبر بين ثلاث فتيات وحاصلة على درجة الماجستير في الإدارة المالية والمحاسبة من المعهد الوطني للفنون والحرف في باريس. في عام 1994، التقت ميالي بزوجها المستقبلي أندري راجولينا في مدرسة ثانوية في أنتاناناريفو. حافظ الزوجان على علاقة بعيدة المدى لمدة ست سنوات بينما أكملت ميالي دراستها في باريس وبدأ أندري حياته المهنية كرائد أعمال. اجتمعا في مدغشقر في عام 2000 وتزوجا في نفس العام. لدى ميالي ثلاثة أطفال من أندري: ولدان، أرينا (مواليد 2002) وإيلونتسوا (مواليد 2005)، وابنة ولدت في عام 2007 أطلق عليها الزوجان اسم أندريالي، وهو نتيجة دمج اسميهما.

## الأعمال والصلات مع فرنسا
سمح زواج ميالي بأندري لأندري بأن يصبح ل رئيسًا لـدوما بوب، وهي شركة مملوكة لعائلة ميالي فيها كان أندري سيصبح رائدًا في سوق اكتناز الإعلانات المحلية ويبدأ حياته المهنية كرائد أعمال. ذهب معظم أفراد عائلتها إلى فرنسا خلال أزمة 2009 بسبب مخاوف تتعلق بالسلامة، بما في ذلك أطفال الزوجين. ميالي تحمل الجنسية الفرنسية التي حصلت عليها أثناء دراستها في فرنسا.

## كسيدة أولى
ظهرت ميالي بشكل متكرر على الملأ، مثل عندما تحدثت في مؤتمر تيد في أنتاناناريفو في عام 2011. منذ أن أصبح زوجها رئيسًا، قامت ميالي بتأسيس جمعية FITIA، والتي تهدف إلى جمع التبرعات وتقديمها إلى الفئات الأكثر ضعفًا في مدغشقر، وخاصة النساء. يقول أنصار ميالي وزوجها إن FITIA توضح أن الزوجين يهتمان بمدغشقر وشعبها بينما يقول المعارضون إن هذه المنظمة ما هي الا حملة دعائية تهدف إلى زيادة شعبيتهما. اعترفت ميالي باستخدام شعبيتها لمساعدة زوجها رغم أنها تضيف أيضًا أنها لا ترى أي خطأ في ذلك وأن الأشخاص الذين يدعمونها عادة ما يدعمون زوجها أيضًا. وهي رئيسة ومتحدث رسمي باسم «فيتيا»، وهي جمعية إنسانية تهدف إلى مساعدة الفقراء والمرضى. كانت ميالي أصغر سيدة أولى في مدغشقر على الإطلاق.

## الايمان
ميالي، مثل زوجها، هي كاثوليكية رومانية، في أبريل 2013، التقت هي وأندري بالبابا فرنسيس ليصبحا أول زعيم أفريقي وأول سيدة أولى أفريقية يستقبلهم البابا الجديد في ذلك الوقت.